# 세일러 허니문
세일러 허니문은 대한민국의 펑크 록 밴드이다. 현재 신재은, 애비 레이메이커(Abi Raymaker, 장인화), TOMYO로 이루어져 있다.  2022년 결성했으며, 2024년 첫 셀프 타이틀 EP를 발매했다. 밴드의 음악은 펑크 록으로 분류되며, NME는 그들의 음악을 "짧고 날카로운 음악 속 가부장제와 시대적, 친구들의 문제를 다루는 반면, 유머를 전면적으로 내세우고 중심에 두는 방식의 음악을 한다."라고 묘사한 바 있다.

## 구성원

### 현 구성원
- 애비 레이메이커(Abi Raymaker, 장인화) – 드럼, 보컬
- 신재은 – 기타, 보컬
- 김예림 – 베이스

### 과거 구성원
- 김뜻돌 – 베이스
- HUNJIYA – 베이스

## 음반 목록

### EP
- Sailor Honeymoon (2024)